# لانولين

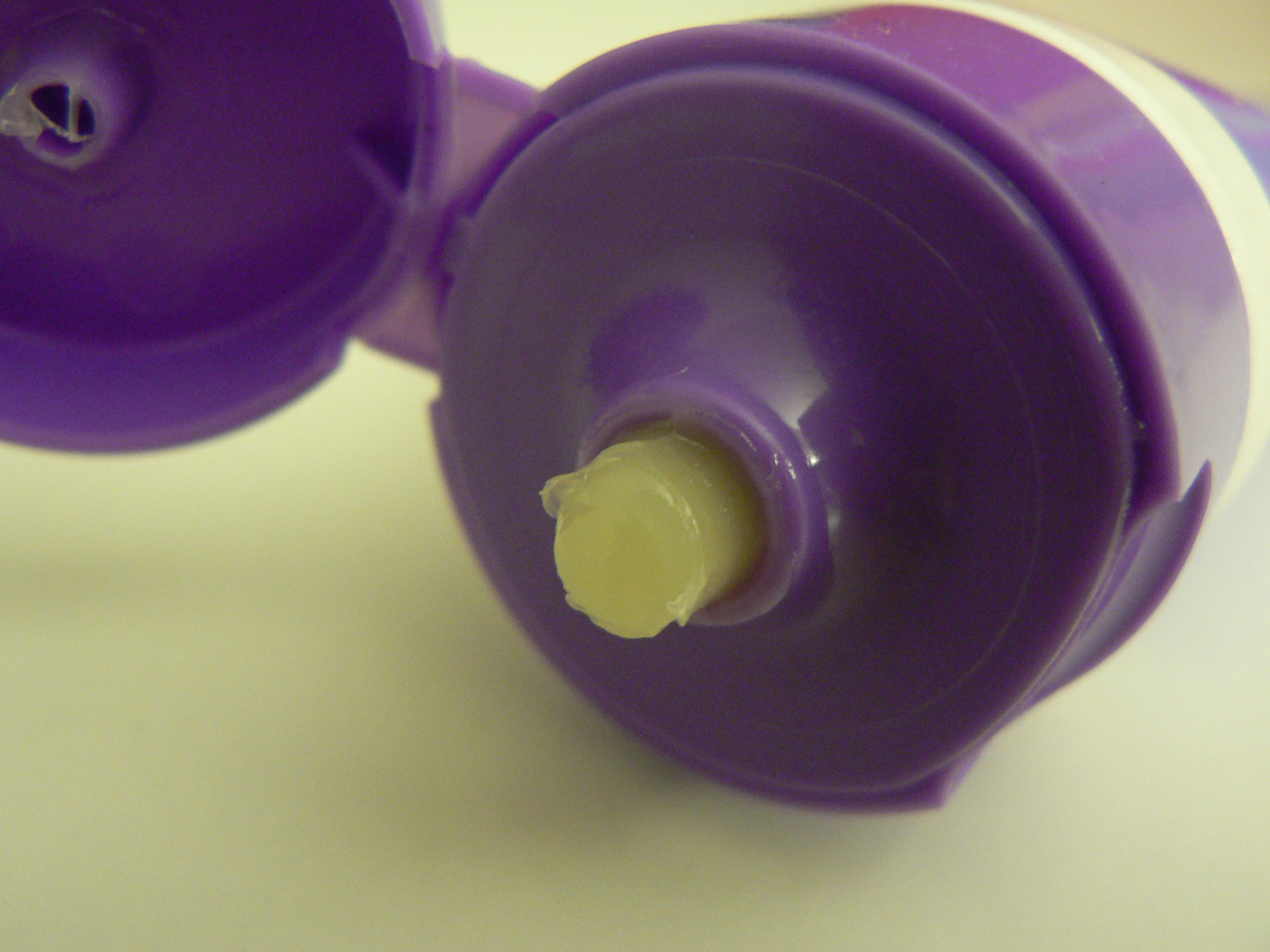
أنبوبة مرهم لانولين وكما يتضح في الصورة لونه

اللانولين أو دهن الصوف هو مادة دهنية صفراء، تؤخذ من الصوف، تستعمل قاعدة للمراهم، وفي تهيئة الجلد وحفظه، وفي بعض الأطلية والورنيشات. يعرف أيضاً باسم دهن الصوف أو شمع الصوف.

## الاستخدام الصيدلاني
يُستخدم اللانولين بشكل واسع في الأشكال الصيدلانية الموضعية وفي مستحضرات التجميل.
يُعتبر اللانولين سواغاً كارهاً للماء، ويُستخدم في المستحضرات ماء/زيت من الكريمات والمراهم.
لقد وُجد أنه عند مزج اللانولين مع زيت نباتي مناسب والبارافين السائل نحصل على كريمات مطرية للبشرة مع اختراق جيد للجلد مما يسهّل امتصاص المادة الفعالة.
عادة ما يُمزج اللانولين مع ضعفي وزنه من الماء دون حصول فصل بين طوري المستحلب فنحصل بذلك على مستحلب ثابت لا يفسد بالتخزين .

## التأثير على صحة الجسم
على الرغم من تصنيف اللانولين من فئة المواد غير السامة وغير المخرشة إلا أن استخدامه أو استخدام مشتقاته قد يترافق بحدوث تفاعلات من فرط التحسس الجلدي، حيث أنه من الواجب عدم استعمال اللانولين عند وجود معرفة مسبقة بالتحسس تجاه اللانولين. على أية حال فإن التحسس الجلدي لللانولين غير شائع نسبياً حيث يقدم احتمال حدوث فرط التحسس باللانولين بخمسة أشخاص لكل مليون شخص .
يعتقد أن هذه الحساسية تنشأ بسبب احتواء اللانولين على كحولات دهنية ( شحمية ) بنسبة أكبر مما هو موجود في الكحول . كما يجب الأخذ بعين الاعتبار السميّة الناتجة عن بقايا المبيدات الحشرية. على أية حال فقد توفر تجارياً أصناف مكررة ومنقاة من اللانولين ذات نسبة ضئيلة من المبيدات الحشرية لا تسبب تفاعلات تحسسية.

## سلامة الاستعمال
تختلف الاحتياطات المتبعة أثناء التعامل مع اللانولين وفقاً للظروف والكميات المستعملة.